# We No Speak Americano
We No Speak Americano – singiel australijskiej grupy Yolanda Be Cool i producenta DCUP. Został wydany 27 lutego 2010 roku przez australijską wytwórnię płytową Sweat It Out. W utworze wykorzystano sample z piosenki „Tu vuò fà l'americano” pochodzącej z 1956 roku, wykonanej przez Renato Carosone, a napisanej przez Carosone i Nicolę Salerno. „We No Speak Americano” stał się hitem w Europie, Australii i Ameryce Południowej.

## Skład
- Główny wokal – Yolanda Be Cool
- Słowa – Johnson Peterson, Sylvester Martinez, Duncan Maclennan, Renato Carosone, Nicola Salerno
- Producent – Johnson Peterson, Sylvester Martinez, Duncan Maclennan
- Wytwórnia – Sweat It Out